# Саргай
Саргай — река в России, протекает по Архангельскому району Башкортостана. Правый приток реки Курт.

## География
Река Саргай берёт начало в лесах к юго-западу от села Манагора. Течёт на юг через кленовые и липовые леса. Устье реки находится в 29 км по правому берегу реки Курт. Длина реки составляет 11 км.
Система водного объекта: Курт → Сим → Белая → Кама → Волга → Каспийское море.

## Данные водного реестра
По данным государственного водного реестра России относится к Камскому бассейновому округу, водохозяйственный участок реки — Сим от истока и до устья, речной подбассейн реки — Белая. Речной бассейн реки — Кама.
Код объекта в государственном водном реестре — 10010200612111100019454.